# Massacre de Domenikon
- Invasion de l'Albanie
- Guerre italo-grecque
- Invasion de la Yougoslavie
- Opération Châtiment
- Bataille de Grèce
- Opération Abstention
- Bataille de Crète
- Campagne de la mer Noire

Le massacre de Domenikon est la destruction du village de Domenikon, dans la région de Thessalie en Grèce, effectuée par l'armée italienne dans la nuit du 16 au 17 février 1943, ainsi que le massacre de sa population masculine de quatorze à quatre-vingts ans : soit 150 victimes.

## Contexte historique

### La Grèce envahie
À la fin de 1940, l'armée de l'Allemagne nazie occupe la majeure partie de l'Europe occidentale. Le dictateur italien Mussolini — jaloux des victoires de son allié — souhaite prouver qu'il peut mener l'Italie à des conquêtes militaires similaires. Considérant l'Europe du Sud-Est comme faisant partie de la sphère d'influence italienne, il envahit en conséquence la Grèce, considérée alors comme un adversaire facile.

### La Grèce occupée
À la fin de l'invasion, alors que l'armée italienne occupe la majeure partie de la Grèce, les relations entre la population grecque et l'occupant italien sont peu conflictuelles. Cela entretient notamment l'image donnée du « gentil italien » et d'un peuple pacifique détestant la guerre. Mais rapidement, l'armée italienne réquisitionne de plus en plus de ressources, spécialement en Thessalie - le « grenier à blé de la Grèce » — ce qui provoque une famine. La population subit une famine meurtrière et on compte ainsi durant l'hiver 1941-1942 plus de 40 000 morts, surtout à Athènes. En plus de ces réquisitions, la Grèce est en outre contrainte de payer les frais d'occupation.
Cette situation insoutenable provoque alors une rapide dégradation des relations entre la population et l'armée d'occupation. Ce qui provoque notamment la création de mouvements de résistance qui se rattachent à deux groupes : les nationalistes et les communistes. Ces groupes attaquent de nombreux convois italiens. Face à cette situation, les autorités d'occupation italiennes prennent des mesures répressives : dans ce sens, le général Cesare Benelli, le commandant en chef des armées d'occupation italiennes basé à Larissa, non loin de Domenikon, rédige une circulaire ordonnant qu'après chaque attaque de convoi, les populations voisines du lieu où s'est produite l'embuscade en seront tenues pour responsables, et seront en conséquence toutes exécutées et leurs villages, détruits. En ⁣⁣Yougoslavie⁣⁣ son homologue donne une circulaire similaire.

## Le massacre

### L'embuscade
Le matin du 16 février 1943 des résistants, disposés en deux groupes sur deux collines environnantes de la route, attaquent un convoi militaire italien à 1 km de Domenikon, et tuent neuf soldats italiens.

### La destruction du village
Quelques heures après, le général Benelli est informé de l'attaque et exige donc la destruction de Domenikon en représailles. L'aviation bombarde alors le village, puis dans la soirée, un régiment de l'armée (constitué de jeunes de dix-huit à vingt ans) arrive au village et l'encercle. Puis, ils rassemblent toute la population sur la place centrale. Les soldats placent des charges incendiaires dans toutes les maisons, granges et écuries du village et les font exploser, réduisant le village en cendres.

### La séparation de la population
La population du village est ensuite amenée sur le lieu où s'est déroulée l'embuscade. Les soldats séparent les enfants de moins de quatorze ans, les femmes et les vieillards de plus de quatre-vingts ans du reste des hommes du village. Chaque catégorie est mise d'un côté de la route. Puis, sous prétexte d'emmener les hommes à Larissa afin de les interroger, les militaires italiens emmènent les 150 hommes qui seront en fait tous abattus par les soldats avant d'être placés dans des fosses communes.
Dans la nuit et le lendemain, les Italiens tuent dans les rues et les champs environnants de Domenikon, des bergers et des paysans qui s'étaient cachés. Le bilan du massacre est de 150 morts.

## Conséquences

### Après le massacre
Le massacre de Domenikon est le premier massacre de civils en Grèce. Il a donc servi de « modèle » pour les autres massacres de civils qui ont rapidement suivi durant le reste de l'occupation italienne dans ce pays, jusqu'au retrait de l'armée italienne durant l'été 1943. Le massacre est surnommé par les Italiens « le petit Marzabotto ». Le second massacre de civils a lieu trente jours plus tard dans le village de Tsaritsani où soixante personnes sont abattues, suivi de massacres dans d'autres secteurs de la Thessalie et en Grèce interne, comme à Domokos, Pharsale ou encore Oxine. On dénombre en tout plusieurs milliers de civils massacrés dans toute la Grèce et près de 400 villages détruits partiellement ou totalement.
Un officier italien qui a protesté contre ce massacre fut poursuivi par l'armée, puis envoyé dans un camp d'internement. L'ambassade allemande de Macédoine proteste elle-même contre ce génocide.
Les 1500 criminels de guerre italiens — dont les coupables du massacre — n'ont jamais été jugés, ceci dans l'intention que l'Italie puisse conserver, après la Seconde Guerre mondiale, une bonne position internationale ; il n'y a donc pas eu de « Nuremberg italien ». L'Italie n'a jamais demandé de procès pour crime de guerre à l'encontre des criminels nazis — un tel procès aurait permis à la Grèce et à la Yougoslavie d'obtenir un jugement en bonne et due forme à l'encontre des criminels italiens. La plupart des responsables du massacre ont en fait été tués lors de l'occupation allemande de la Grèce en 1943 et dans l'ensemble, la majorité des criminels de guerre italiens qui ont survécu ont continué à travailler pour le gouvernement italien. Le secret des crimes de guerre italiens a été encouragé par le Royaume-Uni et les États-Unis.

### La mémoire
Cette page de la Seconde Guerre mondiale a été oubliée pendant de nombreuses années, selon l'historienne Lidia Santarelli, les massacres italiens en Grèce sont « un trou noir dans l'histoire ». Elle fut remise à jour par le documentaire de Giovanni Donfrancesco La guerra sporca di Mussolini (La sale guerre de Mussolini) diffusé à partir du 14 mars 2008 sur History Channel. Ce documentaire n'a jamais été diffusé en Italie du fait du manque d'intérêt à propos du projet par le radiodiffuseur italien RAI.
Le village de Domenikon a été reconnu village martyr en 1998. L'Italie, quant à elle, a présenté ses excuses à la Grèce pour le massacre le 16 février 2009, par l'intermédiaire de son ambassadeur à Athènes.

## Sources

### Filmographie
- Lidia Santarelli, Kostis kometis et Giovanni Donfrancesco, La Sale Guerre de Mussolini, documentaire TV européen produit par GA&A, 2007, diffusé sur la chaîne Histoire en France.